# Demografia do Togo
A Demografia do Togo incluem etnias, densidade populacional, idade, nível de educação, saúde, situação econômica e filiação religiosa.

## Idioma e etnia
O Togo possui uma população de 5,86 milhões de habitantes, de acordo com estimativas de 2008. É composto por cerca de 21 grupos étnicos, sendo os dois os jejes (cerca de 21% da população), que habita principalmente o sul, e os cabiés, (12% da população), que habitam mais ao norte. A língua oficial do país é o francês, sendo que o dagani é a segunda língua mais falada no norte do país, onde outras línguas gur, como more e gourma, também são encontradas.
Os grupos étnicos da região costeira, particularmente os jejes e falantes do mina (as duas principais línguas africanas no sul), constituem a maior parte dos funcionários públicos, profissionais e comerciantes, devido em parte às antigas administrações coloniais que proporcionaram maior desenvolvimento da infraestrutura no sul. A maioria dos povos do sul usam essas duas línguas estreitamente relacionadas, que são faladas em setores comerciais em todo o Togo.
Os cabiés vivem em terras marginais e, tradicionalmente, emigram para o sul de sua área de origem, na região de Kara. Seu meio histórico de avanço social tem sido através de forças militares e policiais, e eles continuam a dominar esses serviços. Outros grupos incluem os Kpossos, no Planalto Central; os Bassar, no Centro-Oeste; o Cotocoli, em Tchamba; os comcombas, que vivem em torno de Sokodé, além dos Lambas, na região de Kandé, e os hauçás e Tamberma.
Africanos descendentes dos colonizadores franceses e alemães representam menos de 1% do total da população.

## População
A distribuição da população é muito desigual, devido às variações de solo e da vegetação. A população é geralmente concentrada no sul e ao longo da estrada principal norte-sul, ligando o litoral ao Sahel. A distribuição etária também é desigual; quase a metade da população do Togo tem menos de quinze anos de idade. 
O francês, a língua oficial, e é usado na administração e documentação. As escolas primárias públicas combinam francês com línguas locais, dependendo da região. O inglês é falado no país vizinho, Gana, e é ensinado nas escolas secundárias do Togo. Como resultado, muitos togoleses, especialmente no sul e ao longo da fronteira entre o Gana, falam um pouco de inglês.

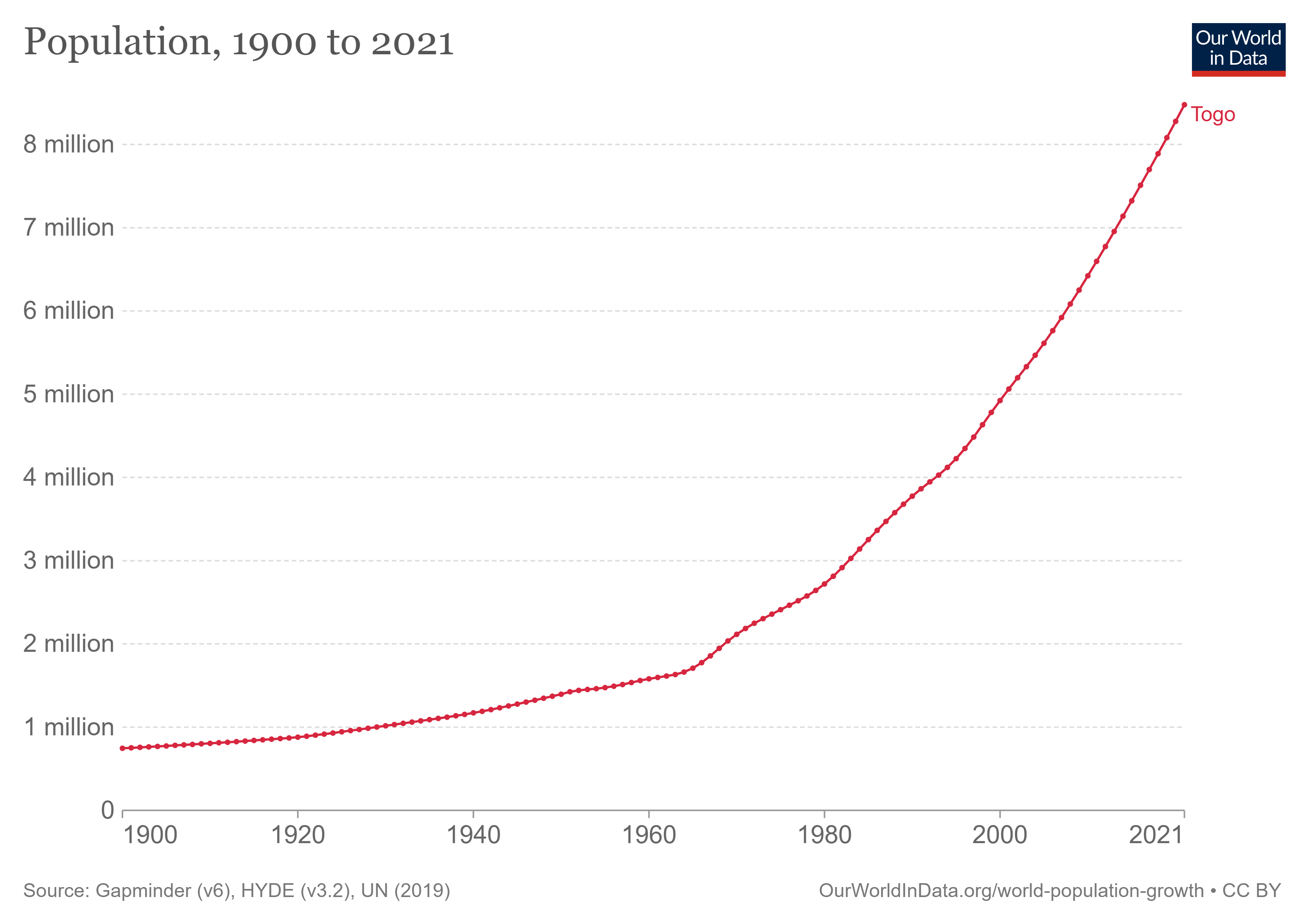
Demografia de Togo, dados da FAO (2005). Número de habitantes em milhares.

| Data do censo | População | Porcentagem annual (%) | Densidade populacional densidade/km2 | Proporção urbana (%) |
| ------------- | --------- | ---------------------- | ------------------------------------ | -------------------- |
| 1958          | 1.444.481 | -                      | 25                                   | 9.4                  |
| 1970          | 1.950.646 | 2.7                    | 34                                   | 21.2                 |
| 1981          | 2.719.567 | 2.9                    | 48                                   | 25.2                 |
| 2010          | 6.191.155 | 2.9                    | 109                                  | 37.7                 |

## Religião
De acordo com dados da CIA - The World Factbook, aproximadamente 29% da população do Togo é adepta do Cristianismo, 20% segue o Islamismo e 51% religiões tradicionais africanas.